# Indotyphlops braminus
Indotyphlops braminus (Daudin, 1803) comunemente detto tiflope bramino, è un serpente della famiglia Typhlopidae, diffuso nelle aree tropicali e subtropicali di Asia, Africa, Australia e America.

## Descrizione
È un serpente di piccole dimensioni, che può raggiungere lunghezze di 16,5 cm. Ha un corpo cilindrico-tubolare, di colore dal grigio al bruno rossastro, ricoperto da piccole ma resistenti squame; la testa è difficilmente distinguibile dal resto del corpo e gli occhi sono vestigiali.

## Biologia
È una specie fossoria, cioè che trascorre la propria esistenza prevalentemente sottoterra, nutrendosi di formiche e termiti.
Si riproduce per partenogenesi, caso pressoché unico tra i serpenti (l'unica altra specie che potrebbe condividere tale modalità di riproduzione è Acrochordus arafurae).

## Distribuzione e habitat
È considerato il serpente con l'areale più ampio della Terra: grazie alla sua capacità di sopravvivere dentro i vasi da fiori, questa specie si è diffusa, grazie al commercio internazionale di piante esotiche, dal suo areale originario nel sud-est asiatico alle regioni tropicali e subtropicali dell'Africa, dell'Australia e dell'America.
Indotyphlops braminus e il serpente di mare dal ventre giallo (Hydrophis platurus), sono le due specie di serpenti che si trovano nelle isole Hawaii, il più comune è il tiflope bramino, che proviene dalle isole delle Filippine.